# Annette Karmiloff-Smith
Annette Karmiloff-Smith (ur. 1938, zm. 2016) – brytyjska psycholog, profesor Birkbeck College w Londynie.
Specjalizowała się w psychologii rozwoju oraz w psychologii poznawczej. Szczególnie interesowała ją problematyka zaburzeń rozwojowych, takich jak autyzm, zespół Williamsa czy zespół Downa. Rozwinęła  podejście zwane neurokonstruktywizmem, integrujące teorię Jeana Piageta z nowszymi ustaleniami badaczy odnośnie do funkcjonowania mózgu. 
Karmiloff-Smith obroniła doktorat na Uniwersytecie Genewskim. Promotorami jej rozprawy doktorskiej byli Bärbel Inhelder oraz Jean Piaget.

## Ważniejsze prace
- Development itself is the key to understanding developmental disorders, "Trends in Cognitive Sciences", 2(10), 1998, s. 389–398
- Rethinking Innateness: A connectionist perspective on development (1996)(współautorzy: Jeffrey Elman, Elizabeth Bates, Mark Johnson, Domenico Parisi i Kim Plunkett)
- Beyond Modularity: A Developmental Perspective on Cognitive Science (1996)